# Circondario di Prato
Il circondario di Prato era uno dei circondari in cui era suddivisa la provincia di Firenze.

## Storia
Il circondario di Prato venne istituito nel 1925, distaccando sei comuni (Prato, Calenzano, Cantagallo, Carmignano, Montemurlo e Vernio) dal circondario di Firenze e uno (Tizzana) dal circondario di Pistoia.
Il circondario ebbe un'esistenza effimera: nel 1927 il riordino delle circoscrizioni provinciali comportò la soppressione di tutti i circondari italiani.

## Comuni
Il circondario di Prato comprendeva i comuni di Calenzano, Cantagallo, Carmignano, Montemurlo, Prato, Tizzana e Vernio.